# Богуславський Костянтин Євгенович
Костянти́н Євге́нович Богусла́вський  (* 21 травня 1895, Павлівка — † 24 листопада 1937, Харків) — український композитор, співак, хормейстер. Опери («Турбаївське повстання», дитяча «Годинник»), музична комедія «Кум» та «ніч проти Різдва», понад 300 пісень; музичний редактор Харківської радіостудії; репресований 1937. Розстріляний 24 листопада 1937 року о 23:12. Місце поховання невідоме.
Народився в селі Павлівка Богодухівського повіту Харківської губернії. 1922 — 1933 працював керівником хору Школи червоних старшин у Харкові. На початку 1920-х років виступив як автор перших українських радянських масових пісень («12 косарів», «Слава волі», «Рік за роком»), створив багато популярних червойоармійських пісень («Червоноармійський марш», «Юнацький марш», «Чапаєвська пісня», «На лінкорі» та ін.), написав велику кількість пісень і хорів для школярів, обробок українських народних пісень. Разом із П. Козицьким 1926-го уклав збірник «Масовий спів», де вміщено упорядковані за календарем хоровий репертуар і практичні поради щодо організації самодіяльного хорового гуртка. Богуславський є автором струнного квартету на народну тему «Комарик», дитячої опери-гри «Андрійко-козак», кількох музкомедій. Більшість його пісень відзначається бойовим запалом, вольовою пружністю ритмів, за характером мелодики вони дуже близькі до української народної творчості.